# Nikolaj Smaga
Nikolaj Jakovlevič Smaga (in russo Николай Яковлевич Смага?; 22 agosto 1938 – Kiev, 29 marzo 1981) è stato un marciatore sovietico.

## Palmarès

### Olimpiadi
- 1 medaglia:
  - 1 bronzo (Città del Messico 1968 nella marcia 20 km)

### Europei
- 3 medaglie:
  - 1 oro (Helsinki 1971 nella marcia 20 km)
  - 2 bronzi (Budapest 1966 nella marcia 20 km; Atene 1969 nella marcia 20 km)